# Замковая улица (Луцк)
Замковая улица (укр. Замкова вулиця) — улица Луцка в центре историко-культурного заповедника, начинающаяся на севере на улице Глушец в районе перекрёстка с улицей Сенаторки Левчановской, проходит между торговыми рядами «Центрального (старого) рынка», огибает Луцкий замок с востока по его границе с центральным парком и заканчивается у Стыра на юге.
Одна из немногочисленных улиц Старого города, которая никогда не изменяла своего названия.

## История

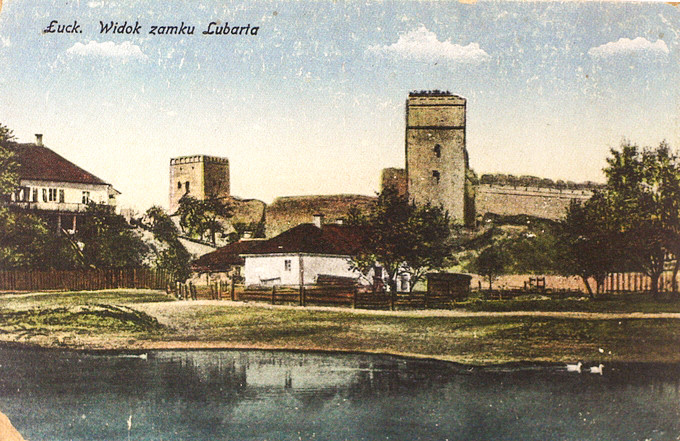
Район Замковой улицы в 1916 году

Замковая улица возникла в Подзамчье в конце XIX века и использовалась водовозами, которые набирали в бочки воду из Стыра и возили её по Плитнице в Луцкий замок, в котором, как считают историки, никогда не было колодцев.
Одно время именно улица Плитница называлась Замковой, но с появлением одноимённой улицы под Замком, она была переименована в Нижнезамковую, а соединяющий их переулок стал называться Козлиный спуск.
Активная застройка улицы пришлась на начало XX века.
После Второй мировой войны на площадь западнее начала улицы перенесли рынок, который со временем стал называться Центральным и сильно расширился в 1990-е — 2000-е годы.
В результате начало улицы затерялось между павильонами городского базара.

## Достопримечательности
На улице сохранились фрагменты застройки конца XIX — начала XX веков.